# Eurovision Song Contest 2008

Länder som deltog i finalen.
Länder som inte tog sig till final.
Länder som tävlat förut men inte deltog 2008.

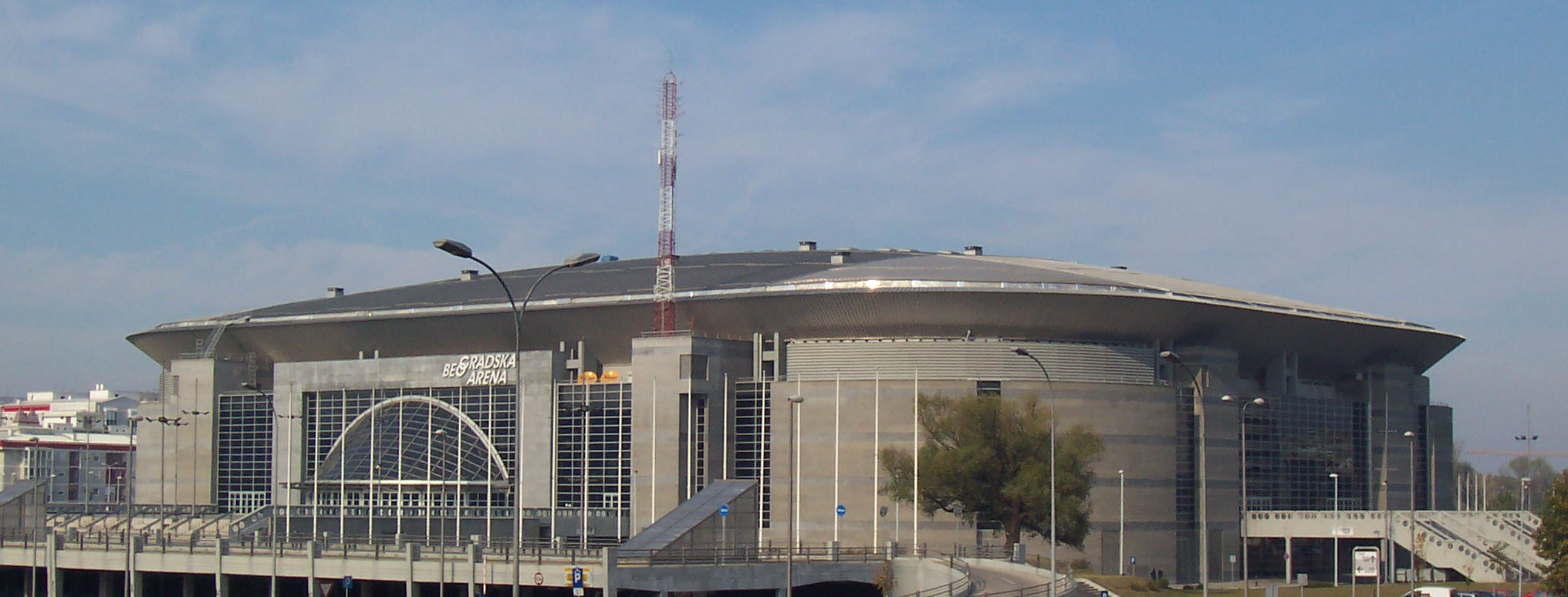
2008 års tävlingar hölls i Beogradska arena i Belgrad, Serbien.

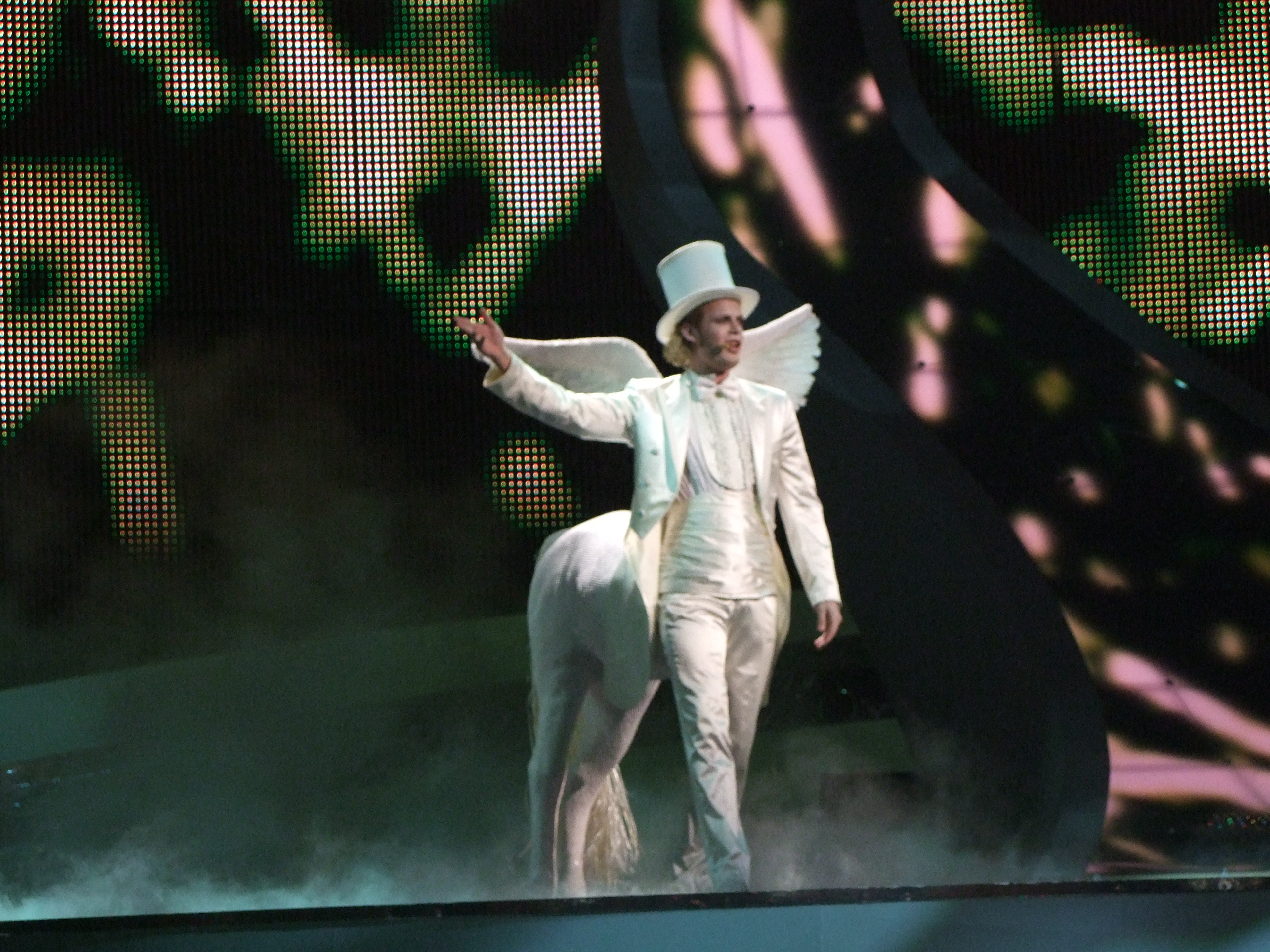
Öppningsakt i den andra semifinalen.

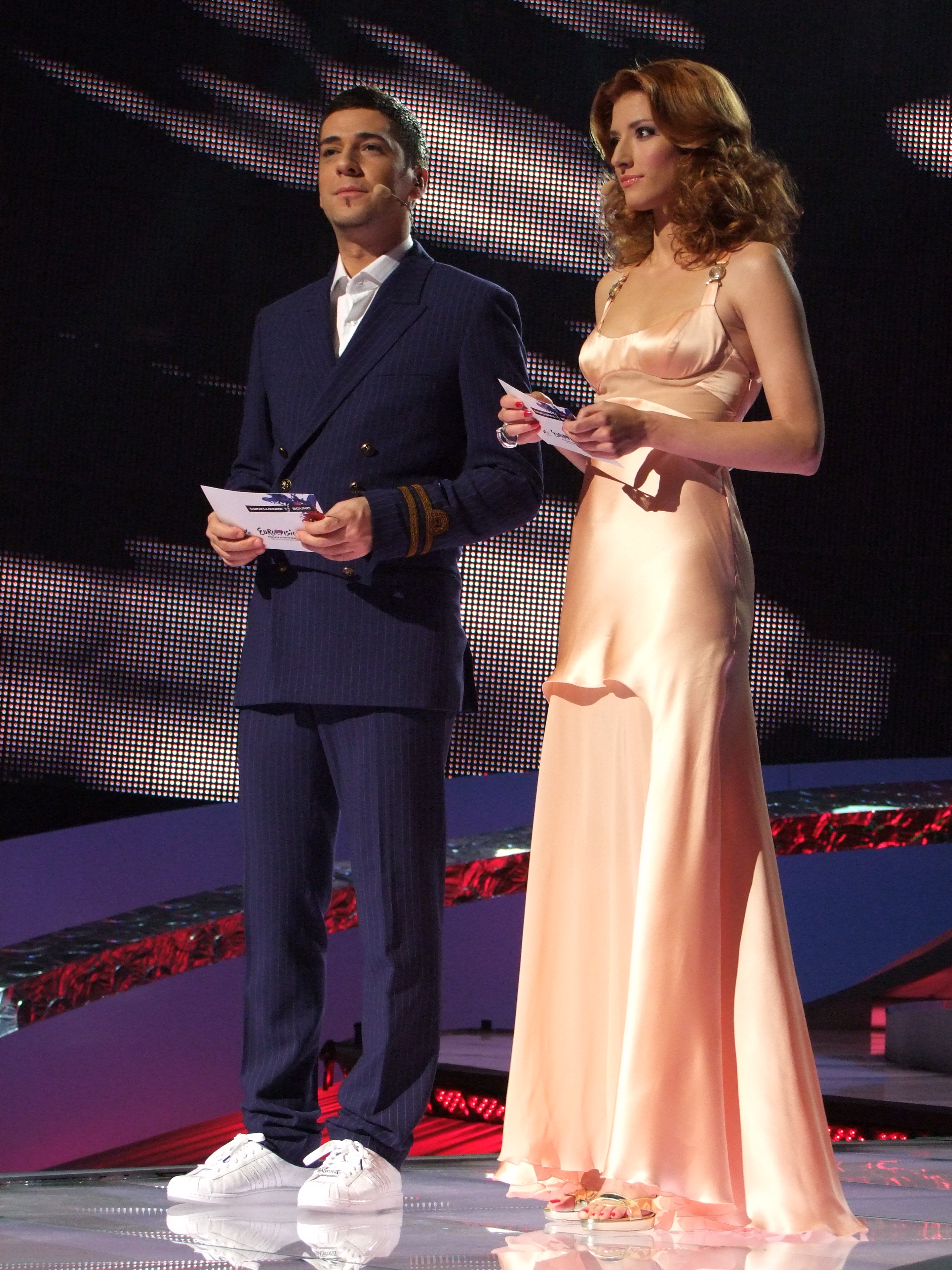
Programledarna Željko Joksimović och Jovana Janković under den första semifinalen.

Eurovision Song Contest 2008 var den 53:e Eurovision Song Contest i ordningen, som ägde rum den 20, 22 och 24 maj 2008 i Beogradska arena i Belgrad, Serbien. Tävlingen hölls i Serbien eftersom låten Molitva, framförd av Marija Šerifović, vann 2007 års tävling. 
Sammanlagt tävlade 43 länder i 2008 års upplaga, varav 38 tvingades kvala genom två semifinaler innan finalen ägde rum. Eftersom det var så många tävlande länder i 2008 års upplaga införde man två semifinaler. I januari 2008 lottades det vilka länder som skulle tävla i respektive semifinal och därefter i mars lottades startordningen. 
Vinnare blev Rysslands bidrag Believe framfört av Dima Bilan med 272 poäng. I och med 2008 års tävling hade det framförts totalt 1 114 bidrag i tävlingens historia.
Detta var första året då tävlingen strömmades på hemsidan Eurovision.tv.

## Tävlingsupplägg
På ett möte i Verona den 28 september 2007 beslutade EBU att två semifinaler skulle komma att anordnas från och med 2008 års tävling, inte från 2009 som först var planerat. Det innebär att det är bara den regerande mästaren samt de "the Big Four; Frankrike, Spanien, Storbritannien och Tyskland som blir direktkvalificerade till finalen. Därmed förpassades nio länder från 2007 års final, som genom sina placeringar där tidigare var finalklara, till semifinal. Från början föreslogs att man skulle dela upp Europa i Öst och Väst, men den här ändringen är enligt Svante Stockselius till för att knyta samman Europa. Man införde också en regel att det är endast de länder som tävlar i semifinalen som kan rösta, dock måste de direktkvalificerade länderna sända och rösta i minst en av de två semifinalerna.

### Oroligheter
Som en följd av de politiska oroligheter som följde på Kosovos självständighetsförklaring var det länge osäkert om Eurovision Song Contest 2008 skulle kunna hållas i Belgrad..RTS skulle få en garanti för säkerhet och trygghet från regeringen i Serbien för alla besökare och deltagare i tävlingen. Delegationerna från Albanien, Kroatien och Israel skulle ha speciell säkerhet

### Återkommande artister
Ett antal artister som tävlat tidigare år återkom 2008. Dessa var Charlotte Perrelli (Sverige, 1999), Dima Bilan (Ryssland 2006) och Roberto Meloni (Lettland 2007). 

### Länder som visade intresse för att delta
Varje år är det ett antal länder som vill medverka, men som dock inte kom med ändå. Följande länder visade intresse för deltagande 2008, men de medverkade inte ändå.
- Det marockanska TV-bolaget 2MTV har uttryckt en önskan om att gå med i EBU. Marocko har varit med en gång, nämligen 1980.[5]
- Slovakien har inte varit med sedan 1998, men STV är intresserade av att återvända. Så skedde dock inte under 2008 på grund av ekonomiska problem.[6][7]
- Österrike var med i tävlingen 2007 men meddelade i november 2007 att man inte tänker deltaga 2008. Ett upprop för att få med Österrike startade då. ORF meddelade i ett pressmeddelande att "we've already seen in 2007 that it's not the quality of the song, but the country of origin that determines the decision." [8]

### Semifinaldragningen
Den 28 januari 2008 lottades vilka länder som skulle tävla i respektive semifinal samt vilka av de fem direktkvalificerade länderna som blev tvungna att sända och rösta i respektive semifinal. I varje semifinal tävlade 19 länder. Innan lottningen hade man delat in länderna i sex olika grupper baserat på ländernas geografiska läge samt röstningsresultat från 2004-2006. I tabellen redovisas vilka länder som var i respektive grupp.
| Grupp 1                                                                               | Grupp 2                                                                       | Grupp 3                                                                   |
| ------------------------------------------------------------------------------------- | ----------------------------------------------------------------------------- | ------------------------------------------------------------------------- |
| - Albanien - Bosnien och Hercegovina - Kroatien - Makedonien - Montenegro - Slovenien | - Danmark - Estland - Finland - Island - Norge - Sverige                      | - Belgien - Bulgarien - Cypern - Grekland - Nederländerna - Turkiet       |
| Grupp 4                                                                               | Grupp 5                                                                       | Grupp 6                                                                   |
| - Andorra - Irland - Lettland - Litauen - Portugal - Rumänien                         | - Armenien - Vitryssland - Georgien - Israel - Moldavien - Ryssland - Ukraina | - Azerbajdzjan - Tjeckien - Ungern - Malta - Polen - San Marino - Schweiz |

## Semifinalerna

Tävlande länder i semifinal 1
Tävlande länder i semifinal 2
Extraröstande länder i semifinal 1
Extraröstande länder i semifinal 2

Semifinalerna sändes tisdagen den 20 maj och torsdagen den 22 maj 2008 från Beogradska arena i Belgrad. Programledare för båda evenemangen var Jovana Janković och Željko Joksimović. 

### Semifinal 1
- Den första semifinalen sändes den 20 maj från Beogradska arena i Belgrad.
- De nio länder som fick flest röster av tv-tittarna gick till finalen. Dessa är markerade med beige färg.
- Den tionde finalisten röstade varje lands jurygrupp fram. Det behövde inte vara den som tittarna röstade till tiondeplatsen, utan det kunde bli vilken som helst som tittarna röstat på plats 10-19. I den första semifinalen fick Polen juryns finalbiljett. Jury grupperna valde samma land som tittarna som hade kommit utanför placering topp 9. Juryns wildcard är markerad med grön färg.
- Tyskland och Spanien var tvungna att sända och rösta i denna semifinal.

Nedan presenteras länderna efter startordning.
| Nr | Land                    | Artist                            | Sång                     | Översättning | Språk                   | Placering | Poäng |
| -- | ----------------------- | --------------------------------- | ------------------------ | ------------ | ----------------------- | --------- | ----- |
| 1  | Montenegro              | Stefan Filipović                  | Zauvijek volim te        | —            | Montenegrinska          | 14        | 23    |
| 2  | Israel                  | Bo'az Ma'uda                      | The Fire in Your Eyes    | —            | Hebreiska, Engelska     | 5         | 104   |
| 3  | Estland                 | Kreisiraadio                      | Leto svet                | —            | Serbiska, Tyska, Finska | 18        | 8     |
| 4  | Moldavien               | Geta Burlacu                      | A Century of Love        | —            | Engelska                | 12        | 36    |
| 5  | San Marino              | Miodio                            | Complice                 | —            | Italienska              | 19        | 5     |
| 6  | Belgien                 | Ishtar                            | O julissi                | —            | Påhittat                | 17        | 16    |
| 7  | Azerbajdzjan            | Elnur Hüseynov & Samir Javadzadeh | Day After Day            | —            | Engelska                | 6         | 96    |
| 8  | Slovenien               | Rebeka Dremelj                    | Vrag naj vzame           | —            | Slovenska               | 11        | 36    |
| 9  | Norge                   | Maria Haukaas Storeng             | Hold On, Be Strong       | —            | Engelska                | 4         | 106   |
| 10 | Polen                   | Isis Gee                          | For Life                 | —            | Engelska                | 10        | 42    |
| 11 | Irland                  | Dustin the Turkey                 | Irelande Douze Pointe    | —            | Engelska 1              | 15        | 22    |
| 12 | Andorra                 | Gisela                            | Casanova                 | —            | Engelska 2              | 16        | 22    |
| 13 | Bosnien och Hercegovina | Elvir "Laka" Laković              | Pokušaj                  | —            | Bosniska                | 9         | 72    |
| 14 | Armenien                | Sirusho Harutyunyan               | Qélé Qélé                | —            | Engelska, Armeniska     | 2         | 139   |
| 15 | Nederländerna           | Hind Laroussi                     | Your Heart Belongs to Me | —            | Engelska                | 13        | 27    |
| 16 | Finland                 | Teräsbetoni                       | Missä miehet ratsastaa   | —            | Finska                  | 8         | 79    |
| 17 | Rumänien                | Nicoleta Matei & Vlad Miriță      | Pe-o margine de lume     | —            | Italienska,             | 7         | 94    |
| 18 | Ryssland                | Dima Bilan                        | Believe                  | —            | Engelska                | 3         | 135   |
| 19 | Grekland                | Kalomoira                         | Secret Combination       | —            | Engelska                | 1         | 156   |

1 Låten innehåller även fraser på Franska, Tyska och Spanska
2 Låten innehåller några ord på Katalanska
Det tio länder som kvalificerade sig till finalen avslöjades i följande ordning:
- Grekland
- Rumänien
- Bosnien och Hercegovina
- Finland
- Ryssland
- Israel
- Azerbajdzjan
- Armenien
- Polen
- Norge

### Semifinal 2
- Den andra semifinalen sändes den 22 maj från Beogradska arena i Belgrad.
- De nio länder som fick flest röster av tv-tittarna gick till finalen. Dessa är markerade med beige färg.
- Den tionde finalisten röstade varje lands jurygrupp fram. Det behövde inte vara den som tittarna röstade till tiondeplatsen, utan det kunde bli vilken som helst som tittarna röstat på plats 10-19. I den andra semifinalen fick Sverige juryns finalbiljett, vilket gjorde att Sverige gick till finalen. Hade juryn inte funnits skulle Makedonien ha gått till finalen istället för Sverige. Juryns wildcard är markerad med grön färg.
- Frankrike, Storbritannien och Serbien var tvungna att sända och rösta i denna semifinal.

Nedan presenteras länderna efter startordning.
| Nr | Land        | Artist                                     | Sång                | Översättning | Språk              | Placering | Poäng |
| -- | ----------- | ------------------------------------------ | ------------------- | ------------ | ------------------ | --------- | ----- |
| 1  | Island      | Eurobandið                                 | This is My Life     | —            | Engelska           | 8         | 68    |
| 2  | Sverige     | Charlotte Perrelli                         | Hero                | —            | Engelska           | 12        | 54    |
| 3  | Turkiet     | Mor ve Ötesi                               | Deli                | —            | Turkiska           | 7         | 85    |
| 4  | Ukraina     | Ani Lorak                                  | Shady Lady          | —            | Engelska           | 1         | 152   |
| 5  | Litauen     | Jeronimas Milius                           | Nomads in the Night | —            | Engelska           | 16        | 30    |
| 6  | Albanien    | Olta Boka                                  | Zemrën e lamë peng  | —            | Albanska           | 9         | 67    |
| 7  | Schweiz     | Paolo Meneguzzi                            | Era stupendo        | —            | Italienska         | 13        | 47    |
| 8  | Tjeckien    | Tereza Kerndlová                           | Have Some Fun       | —            | Engelska           | 18        | 9     |
| 9  | Vitryssland | Ruslan Alehno                              | Hasta la Vista      | —            | Engelska 3         | 17        | 27    |
| 10 | Lettland    | Pirates of the Sea                         | Wolves of the Sea   | —            | Engelska           | 6         | 86    |
| 11 | Kroatien    | Kraljevi Ulice & 75 Cents                  | Romanca             | —            | Kroatiska          | 4         | 112   |
| 12 | Bulgarien   | Deep Zone & Balthazar                      | DJ, Take Me Away    | —            | Engelska           | 11        | 56    |
| 13 | Danmark     | Simon Matthew                              | All Night Long      | —            | Engelska           | 3         | 112   |
| 14 | Georgien    | Diana Ghurtskaia                           | Peace Will Come     | —            | Engelska           | 5         | 107   |
| 15 | Ungern      | Csézy                                      | Candlelight         | —            | Engelska, Ungerska | 19        | 6     |
| 16 | Malta       | Morena                                     | Vodka               | —            | Engelska 4         | 14        | 38    |
| 17 | Cypern      | Evdokia Kadi                               | Femme fatale        | —            | Grekiska 5         | 15        | 36    |
| 18 | Makedonien  | Tamara Todevska feat. Vrčak & Adrian Gaxha | Let Me Love You     | —            | Engelska           | 10        | 64    |
| 19 | Portugal    | Vânia Fernandes                            | Senhora Do Mar      | —            | Portugisiska       | 2         | 120   |

3 Låten innehåller några ord på Spanska
4 Låten innehåller 3 ord på Ryska
5 Låten innehåller några ord på Franska
Det tio länder som kvalificerade sig till finalen avslöjades i följande ordning:
- Ukraina
- Kroatien
- Albanien
- Island
- Georgien
- Danmark
- Sverige
- Lettland
- Turkiet
- Portugal

## Finalen
Finalen hölls den 24 maj 2008 från Beogradska arena i Belgrad. Programledare var Jovana Janković och Željko Joksimović som även var programledare i semifinalerna. De 25 finalisterna var:
- "The Big 4", alltså Storbritannien, Frankrike, Spanien och Tyskland. (Dessa är markerade med '4Q')
- Vinnarlandet från föregående år, Serbien. (Är markerat med 'WQ')
- De tio länderna från semifinal 1. (Är markerade med 'SF1')
- De tio länderna från semifinal 2. (Är markerade med 'SF2')

Nedan presenteras länderna efter startordningen.
| Nr | Land                    | Artist                            | Sång                   | Översättning | Språk                | Placering | Poäng | Kval. |
| -- | ----------------------- | --------------------------------- | ---------------------- | ------------ | -------------------- | --------- | ----- | ----- |
| 1  | Rumänien                | Nicoleta Matei & Vlad Miriță      | Pe-o margine de lume   | —            | Rumänska, Italienska | 20        | 45    | SF1   |
| 2  | Storbritannien          | Andy Abraham                      | Even If                | —            | Engelska             | 25        | 14    | 4Q    |
| 3  | Albanien                | Olta Boka                         | Zemrën e lamë peng     | —            | Albanska             | 17        | 55    | SF2   |
| 4  | Tyskland                | No Angels                         | Disappear              | —            | Engelska             | 23        | 14    | 4Q    |
| 5  | Armenien                | Sirusho Harutyunyan               | Qélé Qélé              | —            | Engelska, Armeniska  | 4         | 199   | SF1   |
| 6  | Bosnien och Hercegovina | Elvir "Laka" Laković              | Pokušaj                | —            | Bosniska             | 10        | 110   | SF1   |
| 7  | Israel                  | Bo'az Ma'uda                      | The Fire in Your Eyes  | —            | Hebreiska, Engelska  | 9         | 124   | SF1   |
| 8  | Finland                 | Teräsbetoni                       | Missä miehet ratsastaa | —            | Finska               | 22        | 35    | SF1   |
| 9  | Kroatien                | Kraljevi Ulice & 75 Cents         | Romanca                | —            | Kroatiska            | 21        | 44    | SF2   |
| 10 | Polen                   | Isis Gee                          | For Life               | —            | Engelska             | 24        | 14    | SF1   |
| 11 | Island                  | Eurobandið                        | This is My Life        | —            | Engelska             | 14        | 64    | SF2   |
| 12 | Turkiet                 | Mor ve Ötesi                      | Deli                   | —            | Turkiska             | 7         | 137   | SF2   |
| 13 | Portugal                | Vânia Fernandes                   | Senhora Do Mar         | —            | Portugisiska         | 13        | 69    | SF2   |
| 14 | Lettland                | Pirates of the Sea                | Wolves of the Sea      | —            | Engelska             | 12        | 83    | SF2   |
| 15 | Sverige                 | Charlotte Perrelli                | Hero                   | —            | Engelska             | 18        | 47    | SF2   |
| 16 | Danmark                 | Simon Matthew                     | All Night Long         | —            | Engelska             | 15        | 60    | SF2   |
| 17 | Georgien                | Diana Ghurtskaia                  | Peace Will Come        | —            | Engelska             | 11        | 83    | SF2   |
| 18 | Ukraina                 | Ani Lorak                         | Shady Lady             | —            | Engelska             | 2         | 230   | SF2   |
| 19 | Frankrike               | Sébastien Tellier                 | Divine                 | —            | Engelska, Franska    | 19        | 47    | 4Q    |
| 20 | Azerbajdzjan            | Elnur Hüseynov & Samir Javadzadeh | Day After Day          | —            | Engelska             | 8         | 132   | SF1   |
| 21 | Grekland                | Kalomoira                         | Secret Combination     | —            | Engelska             | 3         | 218   | SF1   |
| 22 | Spanien                 | Rodolfo Chikilicuatre             | Baila el Chiki-chiki   | —            | Spanska, Engelska    | 16        | 55    | 4Q    |
| 23 | Serbien                 | Jelena Tomašević & Bora Dugić     | Oro                    | —            | Serbiska             | 6         | 160   | WQ    |
| 24 | Ryssland                | Dima Bilan                        | Believe                | —            | Engelska             | 1         | 272   | SF1   |
| 25 | Norge                   | Maria Haukaas Storeng             | Hold On, Be Strong     | —            | Engelska             | 5         | 182   | SF1   |

### Poängutdelare
Detta i ordningen i finalen:
1. Storbritannien – Carrie Grant
2. Makedonien – Ognen Janeski
3. Ukraina – Marysya Horobets
4. Tyskland – Thomas Hermanns
5. Estland – Sahlene
6. Bosnien och Hercegovina – Melina Garibović
7. Albanien – Leon Menkshi
8. Belgien – Sandrine van Handenhoven
9. San Marino – Roberto Moretti
10. Lettland – Kristīne Virsnīte
11. Bulgarien – Valentina Voykova
12. Serbien – Dušica Spasić
13. Israel – Noa Barak-Weshler
14. Cypern – Hristina Marouhou
15. Moldavien – Vitalie Rotaru
16. Island – Brynja Þorgeirsdóttir
17. Frankrike – Cyril Hanouna
18. Rumänien – Alina Sorescu
19. Portugal – Sabrina
20. Norge – Stian Barsnes Simonsen
21. Ungern – Éva Novodomszky
22. Andorra – Alfredo Llahí
23. Polen – Radek Brzózka
24. Slovenien – Peter Poles
25. Armenien – Hrachuhi Utmazyan
26. Tjeckien – Petra Šubrtová
27. Spanien – Ainhoa Arbizu
28. Nederländerna – Esther Hart
29. Turkiet – Meltem Ersan Yazgan
30. Malta – Moira Delia
31. Irland – Niamh Kavanagh
32. Schweiz – Cécile Bähler
33. Azerbajdzjan – Leyla Aliyeva
34. Grekland – Alexis Kostalas
35. Finland – Mikko Leppilampi
36. Kroatien – Barbara Kolar
37. Sverige – Björn Gustafsson
38. Vitryssland – Olga Barabanschikova
39. Litauen - Rolandas Vilkončius
40. Ryssland – Oxana Fedorova
41. Montenegro – Nina Radulović
42. Georgien – Tika Patsatsia
43. Danmark – Maria Montell

### Semifinal 1
|             |                       | Televoting Resultat | Televoting Resultat | Televoting Resultat | Televoting Resultat | Televoting Resultat | Televoting Resultat | Televoting Resultat | Televoting Resultat | Televoting Resultat | Televoting Resultat | Televoting Resultat | Televoting Resultat    | Televoting Resultat | Televoting Resultat | Televoting Resultat | Televoting Resultat | Televoting Resultat | Televoting Resultat | Televoting Resultat | Televoting Resultat | Televoting Resultat | Televoting Resultat |
| Total Score | Montenegro            | Israel              | Estonia             | Moldova             | San Marino          | Belgium             | Azerbaijan          | Slovenia            | Norway              | Poland              | Ireland             | Andorra             | Bosnia and Herzegovina | Armenia             | Netherlands         | Finland             | Romania             | Russia              | Greece              | Germany             | Spain               |                     |                     |
| ----------- | --------------------- | ------------------- | ------------------- | ------------------- | ------------------- | ------------------- | ------------------- | ------------------- | ------------------- | ------------------- | ------------------- | ------------------- | ---------------------- | ------------------- | ------------------- | ------------------- | ------------------- | ------------------- | ------------------- | ------------------- | ------------------- | ------------------- | ------------------- |
| Contestants | Montenegro            | 23                  |                     |                     |                     |                     | 1                   |                     |                     | 10                  |                     |                     |                        |                     | 12                  |                     |                     |                     |                     |                     |                     |                     |                     |
| Contestants | Israel                | 104                 | 5                   |                     |                     |                     | 2                   | 7                   | 10                  | 4                   | 10                  | 4                   |                        | 7                   | 5                   | 7                   | 6                   | 10                  | 6                   | 8                   | 5                   | 4                   | 4                   |
| Contestants | Estland               | 8                   |                     |                     |                     | 1                   |                     |                     |                     |                     |                     |                     |                        |                     |                     |                     |                     | 7                   |                     |                     |                     |                     |                     |
| Contestants | Moldavien             | 36                  |                     |                     |                     |                     | 5                   |                     | 5                   |                     |                     |                     |                        | 1                   |                     | 6                   |                     |                     | 10                  | 5                   | 4                   |                     |                     |
| Contestants | San Marino            | 5                   |                     |                     |                     |                     |                     |                     |                     |                     |                     |                     |                        | 2                   |                     |                     |                     |                     |                     |                     | 3                   |                     |                     |
| Contestants | Belgien               | 16                  |                     |                     | 6                   |                     |                     |                     |                     |                     |                     |                     |                        |                     |                     |                     | 10                  |                     |                     |                     |                     |                     |                     |
| Contestants | Azerbajdzjan          | 96                  | 3                   | 5                   | 4                   | 10                  |                     | 5                   |                     |                     |                     | 10                  | 5                      | 8                   | 3                   | 2                   | 4                   | 5                   | 7                   | 10                  | 7                   | 8                   |                     |
| Contestants | Slovenien             | 36                  | 10                  | 2                   |                     | 2                   |                     |                     | 1                   |                     |                     | 2                   |                        |                     | 10                  | 4                   |                     |                     | 1                   | 2                   | 2                   |                     |                     |
| Contestants | Norge                 | 106                 | 4                   | 6                   | 8                   | 3                   | 7                   | 1                   | 7                   | 2                   |                     | 7                   | 8                      | 10                  | 4                   | 8                   | 5                   | 12                  | 4                   | 7                   |                     | 1                   | 2                   |
| Contestants | Polen                 | 42                  |                     |                     |                     |                     | 10                  |                     | 3                   |                     | 2                   |                     | 12                     |                     |                     | 1                   |                     |                     | 2                   | 3                   | 1                   | 5                   | 3                   |
| Contestants | Irland                | 22                  | 1                   | 3                   | 7                   |                     |                     | 4                   |                     |                     | 1                   |                     |                        |                     | 2                   |                     | 1                   | 2                   |                     |                     |                     |                     | 1                   |
| Contestants | Andorra               | 22                  |                     | 4                   | 3                   |                     |                     |                     |                     | 1                   |                     | 1                   | 1                      |                     |                     |                     |                     |                     |                     |                     |                     |                     | 12                  |
| Contestants | Bosnien & Hercegovina | 72                  | 12                  |                     | 1                   | 6                   |                     |                     | 4                   | 12                  | 12                  |                     | 3                      |                     |                     |                     | 7                   | 8                   |                     |                     |                     | 7                   |                     |
| Contestants | Armenien              | 139                 | 6                   | 10                  | 2                   | 5                   | 8                   | 12                  |                     | 5                   | 3                   | 12                  | 2                      | 3                   | 6                   |                     | 12                  | 4                   | 5                   | 12                  | 12                  | 10                  | 10                  |
| Contestants | Nederländerna         | 27                  |                     | 1                   |                     |                     | 3                   | 8                   | 2                   |                     | 7                   |                     |                        |                     |                     | 3                   |                     |                     | 3                   |                     |                     |                     |                     |
| Contestants | Finland               | 79                  | 2                   |                     | 12                  | 8                   | 4                   | 2                   |                     | 3                   | 6                   | 5                   | 6                      | 12                  | 1                   |                     |                     |                     |                     | 4                   | 6                   | 2                   | 6                   |
| Contestants | Rumänien              | 94                  |                     | 8                   |                     | 12                  | 6                   | 6                   | 6                   | 6                   | 5                   | 3                   | 7                      | 6                   |                     | 5                   | 3                   | 1                   |                     | 1                   | 8                   | 3                   | 8                   |
| Contestants | Ryssland              | 135                 | 8                   | 12                  | 10                  | 7                   |                     | 3                   | 8                   | 7                   | 8                   | 8                   | 4                      | 4                   | 7                   | 12                  | 2                   | 6                   | 8                   |                     | 10                  | 6                   | 5                   |
| Contestants | Grekland              | 156                 | 7                   | 7                   | 5                   | 4                   | 12                  | 10                  | 12                  | 8                   | 4                   | 6                   | 10                     | 5                   | 8                   | 10                  | 8                   | 3                   | 12                  | 6                   |                     | 12                  | 7                   |

### Semifinal 2
|             |             | Televoting Resultat | Televoting Resultat | Televoting Resultat | Televoting Resultat | Televoting Resultat | Televoting Resultat | Televoting Resultat | Televoting Resultat | Televoting Resultat | Televoting Resultat | Televoting Resultat | Televoting Resultat | Televoting Resultat | Televoting Resultat | Televoting Resultat | Televoting Resultat | Televoting Resultat | Televoting Resultat | Televoting Resultat | Televoting Resultat | Televoting Resultat | Televoting Resultat | Televoting Resultat |
| Total Score | Iceland     | Sweden              | Turkey              | Ukraine             | Lithuania           | Albania             | Switzerland         | Czech Republic      | Belarus             | Latvia              | Croatia             | Bulgaria            | Denmark             | Georgia             | Hungary             | Malta               | Cyprus              | Macedonia           | Portugal            | France              | Serbia              | United Kingdom      |                     |                     |
| ----------- | ----------- | ------------------- | ------------------- | ------------------- | ------------------- | ------------------- | ------------------- | ------------------- | ------------------- | ------------------- | ------------------- | ------------------- | ------------------- | ------------------- | ------------------- | ------------------- | ------------------- | ------------------- | ------------------- | ------------------- | ------------------- | ------------------- | ------------------- | ------------------- |
| Contestants | Island      | 68                  |                     | 10                  | 3                   | 1                   | 2                   | 5                   | 4                   |                     | 1                   | 2                   |                     |                     | 10                  |                     | 7                   | 5                   | 1                   |                     | 5                   | 8                   |                     | 4                   |
| Contestants | Sverige     | 54                  | 8                   |                     | 2                   |                     | 3                   | 1                   | 3                   |                     |                     |                     |                     |                     | 12                  |                     | 1                   | 7                   | 4                   |                     | 3                   | 1                   | 3                   | 6                   |
| Contestants | Turkiet     | 85                  |                     | 6                   |                     | 5                   |                     | 12                  | 7                   |                     | 3                   |                     |                     | 7                   | 8                   | 5                   | 4                   |                     |                     | 8                   |                     | 10                  |                     | 10                  |
| Contestants | Ukraina     | 152                 | 6                   | 3                   | 12                  |                     | 7                   |                     | 1                   | 12                  | 12                  | 6                   | 7                   | 12                  | 7                   | 12                  | 8                   | 8                   | 10                  | 6                   | 12                  | 3                   | 8                   |                     |
| Contestants | Litauen     | 30                  |                     |                     |                     |                     |                     |                     |                     |                     |                     | 12                  |                     |                     |                     | 10                  |                     |                     |                     |                     |                     |                     |                     | 8                   |
| Contestants | Albanien    | 67                  | 1                   | 7                   | 8                   | 3                   |                     |                     | 10                  | 1                   | 5                   |                     | 10                  |                     |                     |                     |                     |                     |                     | 12                  | 2                   | 5                   |                     | 3                   |
| Contestants | Schweiz     | 47                  |                     |                     |                     |                     |                     | 10                  |                     |                     |                     |                     | 5                   |                     | 5                   |                     |                     | 12                  | 7                   | 1                   |                     | 7                   |                     |                     |
| Contestants | Tjeckien    | 9                   |                     |                     | 1                   |                     |                     |                     |                     |                     |                     |                     | 2                   |                     |                     |                     |                     | 1                   |                     | 5                   |                     |                     |                     |                     |
| Contestants | Vitryssland | 27                  |                     |                     |                     | 10                  | 6                   |                     |                     |                     |                     | 5                   |                     |                     |                     | 4                   |                     |                     | 2                   |                     |                     |                     |                     |                     |
| Contestants | Lettland    | 86                  | 7                   | 8                   |                     | 2                   | 12                  |                     |                     | 5                   | 6                   |                     | 6                   | 1                   | 6                   | 6                   |                     | 6                   |                     | 4                   | 10                  |                     | 2                   | 5                   |
| Contestants | Kroatien    | 112                 | 4                   | 4                   | 5                   | 7                   | 5                   | 3                   | 6                   | 3                   | 7                   | 7                   |                     | 6                   | 3                   | 8                   | 10                  |                     | 6                   | 10                  | 6                   | 2                   | 10                  |                     |
| Contestants | Bulgarien   | 56                  | 5                   |                     | 6                   | 6                   | 1                   |                     |                     | 2                   | 2                   | 1                   | 1                   |                     |                     |                     | 3                   | 2                   | 8                   | 7                   | 1                   | 6                   | 5                   |                     |
| Contestants | Danmark     | 112                 | 12                  | 12                  |                     | 4                   | 8                   | 4                   | 5                   | 10                  | 4                   | 8                   | 3                   | 2                   |                     | 3                   | 12                  | 4                   | 5                   | 3                   | 8                   | 4                   |                     | 1                   |
| Contestants | Georgien    | 107                 | 2                   | 1                   | 10                  | 12                  | 10                  |                     |                     | 8                   | 10                  | 10                  |                     | 4                   |                     |                     | 2                   | 10                  | 12                  | 2                   | 7                   |                     | 7                   |                     |
| Contestants | Ungern      | 6                   |                     |                     |                     |                     |                     |                     |                     |                     |                     |                     |                     |                     | 1                   | 1                   |                     |                     |                     |                     |                     |                     | 4                   |                     |
| Contestants | Malta       | 38                  | 3                   |                     |                     |                     |                     | 8                   |                     | 6                   |                     | 4                   | 4                   | 3                   | 4                   |                     |                     |                     |                     |                     | 4                   |                     |                     | 2                   |
| Contestants | Cypern      | 36                  |                     |                     | 4                   |                     |                     | 2                   | 2                   |                     |                     |                     |                     | 8                   |                     | 2                   | 5                   |                     |                     |                     |                     |                     | 1                   | 12                  |
| Contestants | Makedonien  | 64                  |                     | 2                   | 7                   |                     |                     | 7                   | 8                   | 4                   |                     |                     | 12                  | 10                  | 2                   |                     |                     |                     |                     |                     |                     |                     | 12                  |                     |
| Contestants | Portugal    | 120                 | 10                  | 5                   |                     | 8                   | 4                   | 6                   | 12                  | 7                   | 8                   | 3                   | 8                   | 5                   |                     | 7                   | 6                   | 3                   | 3                   |                     |                     | 12                  | 6                   | 7                   |

### Finalen
Efter att Storbritannien röstat som första land ledde Grekland, följt av Lettland och Turkiet. Omgångarna därefter stod det mellan Grekland, Ryssland, Turkiet och Armenien som växlingsvis gick upp i ledningen. Lite senare började även Norge och Ukraina komma upp i ledningen. Detta höll i sig under ganska lång tid under röstningen. Efter Portugals avläggande började Ryssland successivt utöka ledningen mer och mer, även om Grekland och Ukraina hela tiden låg hack i häl. Ryssland vann till slut med 272 poäng, 20 poäng färre än Finland 2006 men 4 poäng mer än Serbien 2007. Ukraina blev 2:a med 230 poäng och Grekland blev 3:a med 218 poäng.
Om flera bidrag hamnade på samma poäng tillämpades samma regler som de senaste åren:
- det land som får röster från flest länder hamnar först
- vid röster från lika många länder räknas antal 12-poängare, 10-poängare, etc tills länderna skiljer sig åt

Nedan redovisas poäng från samtliga länder som deltog 2008.
|        |                     | Röster | Röster | Röster | Röster | Röster | Röster | Röster | Röster | Röster | Röster | Röster | Röster | Röster | Röster | Röster | Röster | Röster | Röster | Röster | Röster | Röster | Röster | Röster | Röster | Röster | Röster | Röster | Röster | Röster | Röster | Röster | Röster | Röster | Röster | Röster | Röster | Röster | Röster | Röster | Röster | Röster | Röster | Röster | Röster | Röster |
| Totalt | FR                  | IR     | IC     | ES     | UK     | DK     | TY     | CH     | BE     | CY     | NL     | SE     | TR     | IS     | GR     | PR     | NO     | FI     | SL     | BH     | KR     | ET     | MA     | UN     | LE     | LI     | MT     | PO     | RU     | RY     | AZ     | UR     | AL     | AN     | VI     | BU     | MO     | TJ     | AR     | GE     | SR     | MN     | SM     |        |        |        |
| ------ | ------------------- | ------ | ------ | ------ | ------ | ------ | ------ | ------ | ------ | ------ | ------ | ------ | ------ | ------ | ------ | ------ | ------ | ------ | ------ | ------ | ------ | ------ | ------ | ------ | ------ | ------ | ------ | ------ | ------ | ------ | ------ | ------ | ------ | ------ | ------ | ------ | ------ | ------ | ------ | ------ | ------ | ------ | ------ | ------ | ------ | ------ |
| Bidrag | Rumänien            | 45     | 4      | 3      | -      | 12     | -      | -      | -      | -      | -      | 3      | -      | -      | -      | 6      | -      | 4      | -      | -      | -      | -      | -      | -      | -      | -      | -      | -      | -      | -      |        | -      | -      | -      | -      | -      | -      | -      | 12     | -      | -      | -      | -      | -      | 1      |        |
| Bidrag | Storbritannien      | 14     | -      | 8      | -      | -      |        | -      | -      | -      | -      | -      | -      | -      | -      | -      | -      | -      | -      | -      | -      | -      | -      | -      | -      | -      | -      | -      | -      | -      | -      | -      | -      | -      | -      | -      | -      | -      | -      | -      | -      | -      | -      | -      | 6      |        |
| Bidrag | Albanien            | 55     | -      | -      | -      | -      | -      | -      | -      | 8      | -      | -      | -      | -      | 1      | -      | 10     | -      | -      | -      | 4      | 1      | 8      | -      | 12     | -      | -      | -      | -      | -      | -      | -      | 1      | -      |        | -      | -      | -      | -      | -      | -      | -      | -      | 7      | 3      |        |
| Bidrag | Tyskland            | 14     | -      | -      | -      | -      | -      | -      |        | 2      | -      | -      | -      | -      | -      | -      | -      | -      | -      | -      | -      | -      | -      | -      | -      | -      | -      | -      | -      | -      | -      | -      | -      | -      | -      | -      | -      | 12     | -      | -      | -      | -      | -      | -      | -      |        |
| Bidrag | Armenien            | 199    | 12     | -      | 1      | 10     | -      | -      | 6      | -      | 12     | 10     | 12     | 2      | 10     | 8      | 12     | -      | -      | -      | 5      | 6      | -      | -      | 1      | -      | -      | -      | -      | 12     | 4      | 12     | -      | 7      | 2      | -      | 7      | 8      | 2      | 12     |        | 12     | 5      | 1      | 8      |        |
| Bidrag | Bosnien-Hercegovina | 110    | 2      | 2      | -      | -      | -      | 2      | 5      | 7      | -      | -      | 7      | 10     | 6      | -      | -      | -      | 10     | 6      | 10     |        | 12     | -      | 5      | -      | -      | -      | -      | -      | -      | -      | 3      | -      | -      | -      | -      | -      | -      | 1      | -      | -      | 12     | 10     | -      |        |
| Bidrag | Israel              | 124    | 6      | -      | -      | -      | -      | -      | 3      | 1      | 5      | 2      | 3      | -      | -      |        | 1      | -      | 3      | 8      | 3      | 5      | 2      | -      | -      | 3      | -      | 3      | -      | 5      | 6      | 6      | 7      | 5      | 4      | -      | 4      | 2      | 6      | -      | 6      | 3      | 7      | 5      | 10     |        |
| Bidrag | Finland             | 35     | -      | -      | 7      | -      | -      | -      | -      | -      | -      | -      | -      | 7      | -      | -      | -      | -      | 4      |        | -      | -      | -      | 10     | -      | -      | 1      | -      | -      | 2      | -      | -      | -      | -      | -      | 4      | -      | -      | -      | -      | -      | -      | -      | -      | -      |        |
| Bidrag | Kroatien            | 44     | -      | -      | -      | -      | -      | -      | 2      | 3      | -      | -      | -      | -      | -      | -      | -      | 3      | -      | -      | 8      | 10     |        | -      | 2      | -      | 5      | -      | -      | -      | 1      | 1      | -      | 1      | -      | -      | -      | -      | -      | -      | 2      | 1      | 3      | 2      | -      |        |
| Bidrag | Polen               | 14     | -      | 10     | -      | -      | 4      | -      | -      | -      | -      | -      | -      | -      | -      | -      | -      | -      | -      | -      | -      | -      | -      | -      | -      | -      | -      | -      | -      |        | -      | -      | -      | -      | -      | -      | -      | -      | -      | -      | -      | -      | -      | -      | -      |        |
| Bidrag | Island              | 64     | -      | -      |        | 4      | 6      | 12     | -      | -      | -      | -      | -      | 8      | -      | 4      | -      | 7      | 8      | 7      | -      | -      | -      | -      | -      | -      | 2      | -      | 6      | -      | -      | -      | -      | -      | -      | -      | -      | -      | -      | -      | -      | -      | -      | -      | -      |        |
| Bidrag | Turkiet             | 138    | 10     | -      | -      | -      | 8      | 4      | 10     | 6      | 10     | -      | 10     | -      |        | -      | -      | -      | 2      | 4      | -      | 8      | -      | -      | 7      | 5      | -      | -      | -      | -      | 8      | 2      | 12     | 4      | 10     | -      | 3      | 5      | -      | -      | -      | 6      | -      | -      | 4      |        |
| Bidrag | Portugal            | 69     | 8      | -      | 6      | 8      | -      | -      | 4      | 10     | 6      | -      | 5      | -      | -      | -      | -      |        | -      | -      | -      | -      | 3      | -      | -      | -      | -      | -      | -      | -      | -      | -      | -      | 3      | -      | 10     | -      | -      | -      | -      | -      | -      | 1      | -      | 5      |        |
| Bidrag | Lettland            | 83     | -      | 12     | 4      | 2      | 10     | 6      | -      | -      | -      | -      | -      | 3      | -      | -      | -      | 8      | -      | -      | -      | -      | 4      | 7      | -      | -      |        | 10     | 7      | -      | -      | -      | -      | -      | -      | 2      | -      | -      | -      | 3      | -      | 2      | -      | 3      | -      |        |
| Bidrag | Sverige             | 47     | -      | -      | 3      | 1      | -      | 8      | -      | -      | -      | 1      | -      |        | -      | 1      | -      | -      | 7      | 5      | -      | -      | -      | 2      | -      | 1      | -      | 1      | 12     | -      | -      | -      | -      | -      | 3      | -      | -      | -      | -      | -      | -      | -      | 2      | -      | -      |        |
| Bidrag | Danmark             | 60     | -      | 1      | 12     | -      | 3      |        | -      | -      | -      | -      | -      | 5      | -      | -      | -      | 5      | 12     | -      | -      | -      | -      | 3      | -      | 2      | 7      | 2      | 4      | -      | -      | -      | -      | -      | -      | -      | -      | -      | -      | 2      | -      | -      | -      | -      | 2      |        |
| Bidrag | Georgien            | 83     | -      | -      | -      | -      | -      | -      | -      | -      | -      | 7      | -      | -      | 4      | 2      | 4      | 1      | -      | -      | -      | -      | -      | 5      | -      | -      | 8      | 5      | 5      | -      | -      | 7      | 4      | 8      | -      | -      | 6      | -      | 3      | 4      | 10     |        | -      | -      | -      |        |
| Bidrag | Ukraina             | 230    | -      | 6      | 5      | 7      | 5      | 7      | -      | -      | 1      | 6      | -      | -      | 8      | 10     | 6      | 12     | -      | 3      | 2      | 3      | 7      | 4      | 4      | 6      | 10     | 6      | 10     | 10     | 3      | 8      | 10     |        | 8      | 6      | 10     | 7      | 7      | 8      | 5      | 10     | 6      | 4      | -      |        |
| Bidrag | Frankrike           | 47     |        | -      | 8      | -      | 2      | 5      | -      | -      | -      | -      | -      | 4      | -      | -      | -      | -      | 1      | 2      | -      | -      | -      | 6      | -      | -      | 3      | 8      | -      | 1      | -      | -      | -      | -      | -      | 3      | -      | -      | -      | -      | 4      | -      | -      | -      | -      |        |
| Bidrag | Azerbajdzjan        | 132    | -      | -      | -      | -      | -      | -      | 1      | -      | 7      | -      | 2      | -      | 12     | 3      | 3      | -      | -      | -      | 1      | -      | -      | -      | 8      | 12     | 4      | 7      | -      | 7      | 2      | 10     |        | 10     | -      | 7      | 8      | 3      | 8      | 10     | -      | 7      | -      | -      | -      |        |
| Bidrag | Grekland            | 218    | 3      | 4      | -      | 3      | 12     | 3      | 12     | 5      | 8      | 12     | 6      | 1      | 7      | 5      |        | -      | -      | -      | 6      | 7      | 5      | 1      | 3      | 8      | -      | -      | 2      | 3      | 12     | 3      | 6      | 2      | 12     | 8      | 2      | 10     | 4      | 5      | 8      | 4      | 8      | 6      | 12     |        |
| Bidrag | Spanien             | 55     | 5      | -      | -      |        | 1      | 1      | -      | 4      | 4      | 4      | -      | -      | 3      | -      | 8      | 10     | -      | 1      | -      | -      | -      | -      | -      | -      | -      | -      | -      | -      | -      | -      | -      | -      | 1      | 12     | -      | -      | -      | -      | 1      | -      | -      | -      | -      |        |
| Bidrag | Serbien             | 160    | 7      | -      | 2      | -      | -      | -      | 8      | 12     | -      | 5      | 8      | 6      | -      | -      | 5      | -      | 6      | -      | 12     | 12     | 10     | -      | 10     | 7      | -      | -      | 1      | 4      | 7      | 4      | 2      | -      | 5      | -      | 1      | 4      | 1      | 6      | 3      | -      |        | 12     | -      |        |
| Bidrag | Ryssland            | 272    | 1      | 5      | -      | 5      | -      | -      | 7      | -      | 3      | 8      | 1      | -      | 5      | 12     | 7      | 6      | 5      | 10     | 7      | 4      | 6      | 12     | 6      | 10     | 12     | 12     | 8      | 6      | 10     |        | 8      | 12     | 6      | 5      | 12     | 6      | 10     | 7      | 12     | 8      | 10     | 8      | -      |        |
| Bidrag | Norge               | 182    | -      | 7      | 10     | 6      | 7      | 10     | -      | -      | 2      | -      | 4      | 12     | 2      | 7      | 2      | 2      |        | 12     | -      | 2      | 1      | 8      | -      | 4      | 6      | 4      | 3      | 8      | 5      | 5      | 5      | 6      | 7      | 1      | 5      | 1      | 5      | -      | 7      | 5      | 4      | -      | 7      |        |

### 12-poängare (finalen)
Nedan följer en summering av finalens 12-poängare.
| Antal | Mottagande land         | Röstande land                                                                    |
| ----- | ----------------------- | -------------------------------------------------------------------------------- |
| 8     | Armenien                | Belgien, Tjeckien, Frankrike, Georgien, Grekland, Nederländerna, Polen, Ryssland |
| 7     | Ryssland                | Armenien, Vitryssland, Estland, Israel, Lettland, Litauen, Ukraina               |
| 6     | Grekland                | Albanien, Cypern, Tyskland, Rumänien, San Marino, Storbritannien                 |
| 4     | Serbien                 | Bosnien och Hercegovina, Montenegro, Slovenien, Schweiz                          |
| 2     | Azerbajdzjan            | Ungern, Turkiet                                                                  |
| 2     | Bosnien och Hercegovina | Kroatien, Serbien                                                                |
| 2     | Danmark                 | Island, Norge                                                                    |
| 2     | Norge                   | Finland, Sverige                                                                 |
| 2     | Rumänien                | Moldavien, Spanien                                                               |
| 1     | Albanien                | Makedonien                                                                       |
| 1     | Tyskland                | Bulgarien                                                                        |
| 1     | Island                  | Danmark                                                                          |
| 1     | Lettland                | Irland                                                                           |
| 1     | Spanien                 | Andorra                                                                          |
| 1     | Sverige                 | Malta                                                                            |
| 1     | Turkiet                 | Azerbajdzjan                                                                     |
| 1     | Ukraina                 | Portugal                                                                         |

### Resultatet efter finalen
Efter finalen redovisades även resultatet av semifinalerna, med poäng och placering. Då fick man reda på att det var Polen och Sverige som fick juryns finalbiljetter, även om det inte hade spelat någon roll för Polens del om juryhjälp. Hade Makedonien tagit sig till finalen, skulle Sverige slutat på 27:e plats. Totalt sett ser resultatet ut så här för de som ej gick vidare från semifinalerna kombinerat. Totalpoäng står inom parentes: .[källa behövs]
26.  Makedonien (64) 

27.  Bulgarien (56)* 

28.  Schweiz (47) 

29.  Malta (38) 

30.  Slovenien (36) 

31.  Cypern (36) 

32.  Moldavien (36)* 

33.  Litauen (30) 

34.  Nederländerna (27) 

35.  Vitryssland (27)* 

36.  Montenegro (23) 

37.  Irland (22) 

38.  Andorra (22) 

39.  Belgien (16) 

40.  Tjeckien (9) 

41.  Estland (8) 

42.  Ungern (6)* 

43.  San Marino (5) 

Var på topp 10:an år 2007 i finalen, men på grund av kvaländringar förda till semifinalen=*

## Kommentatorer
- Albanien – Leon Menkshi(TVSH)
- Andorra – Meri Picart och Josep Lluís Trabal (RTVA)
- Armenien – Felix Khacatryan och Hrachuhi Utmazyan
- Azerbajdzjan –  Hüsniyyə Məhərrəmova (İctimai Televiziya və Radio Yayımları Şirkəti)
- Belgien – Bart Peeters och André Vermeulen (één)
- Bosnien och Hercegovina – Dejan Kukrić (BHRT1)
- Bulgarien – Elena Rosberg och Georgi Kushvaliev
- Cypern – Melina Karageorgiou
- Danmark – Nicolaj Molbech (DR1)
- Estland – Marko Reikop
- Finland – Finska: Jaana Pelkonen, Mikko Peltola och Asko Murtomäki (YLE TV2), Sanna Kojo & Jorma Hietamäki (YLE Radio Suomi) Swenska: Thomas Lundin (YLE FST5)
- Frankrike – Peggy Olmi  France 3)
- Grekland – Maggira Sisters (NET)
- Island – Sigmar Guðmundsson
- Irland – Marty Whelan (RTÉ One)
- Kroatien – Duško Ćurlić (HRT1)
- Lettland – Kārlis Streips
- Litauen – Darius Užkuraitis
- Makedonien – Milanka Rasic
- Malta – Eileen Montesin
- Moldavien – Lucia Danu och Vitalie Rotaru
- Montenegro – Dražen Bauković och Tamara Ivanković (TVCG2)
- Nederländerna – Cornald Maas (Nederland 1)
- Norge – Hanne Hoftun och Per Sundnes (NRK1)
- Polen – Artur Orzech (TVP1)
- Portugal – Isabel Angelino (RTP1)
- Rumänien – Andreea Demirgian och Leonard Miron (TVR1)
- Ryssland – Olga Shelest (Rossiya 1)
- San Marino – Lia Fiorio och Gigi Restivo
- Schweiz –  Patrick Hässig
- Serbien –  Mladen Popović (RTS1)
- Slovenien – Andrej Hofer
- Spanien– José Luis Uribarri (TVE1)
- Sverige – Kristian Luuk och Josef Sterzenbach (SVT1)
- Turkiet – Bülend Özveren (TRT 1)
- Ukraina – Tymur Miroshnychenko
- Storbritannien – Paddy O'Connell och Caroline Flack (BBC Three) (semifinalerna), Terry Wogan (BBC One) finalen
- Tjeckien – Kateřina Kristelová (ČT1)
- Tyskland – Peter Urban (Das Erste), Tim Frühling (hr3)
- Ungern – Gábor Gundel Takács
- Vitryssland – Denis Kurian and Alexander Tikhanovich (Belarus 1)
- Österrike – Andi Knoll (ORF2)

## Kalender
Nedan redovisas endast finaldatum då länderna valde sina bidrag. En del viktiga datum för ESC-händelser finns också med.

### November 2007
- 11 november: Moldavien presenterade sin artist

### December 2007
- 16 december: Albanien valde sitt bidrag (med artist)

### Januari 2008
- 1 januari: Andorra valde sitt bidrag (med artist)
- 12 januari: Cypern valde sitt bidrag (med artist)
- 12 januari: Schweiz valde sitt bidrag (med artist)
- 21 januari: Vitryssland valde sitt bidrag (med artist)
- 26 januari: Malta valde sitt bidrag (med artist)
- 28 januari: Lottning av vilka länder som skulle tävla i respektive semifinal
- ? januari: Armenien valde sitt bidrag (med artist)

### Februari 2008
- 2 februari: Danmark valde sitt bidrag (med artist)
- 2 februari: Estland valde sitt bidrag (med artist)
- 2 februari: Azerbajdzjan valde sitt bidrag (med artist)
- 2 februari: Litauen valde sitt bidrag (med artist)
- 3 februari: Slovenien valde sitt bidrag (med artist)
- 3 februari: Montenegro valde sitt bidrag (med artist)
- 8 februari: Ungern valde sitt bidrag (med artist)
- 9 februari: Norge valde sitt bidrag (med artist)
- 9 februari: Moldavien presenterade sin låt
- 23 februari: Bulgarien valde sitt bidrag (med artist)
- 23 februari: Polen valde sitt bidrag (med artist)
- 23 februari: Kroatien valde sitt bidrag (med artist)
- 23 februari: Island valde sitt bidrag (med artist)
- 23 februari: Makedonien valde sitt bidrag (med artist)
- 23 februari: Rumänien valde sitt bidrag (med artist)
- 23 februari: Irland valde sitt bidrag (med artist)
- 23 februari: Ukraina valde sitt bidrag (med artist)
- 27 februari: Grekland valde sitt bidrag (med artist)
- ? februari: Israel valde sitt bidrag (med artist)
- ? februari: Nederländerna presenterade sin artist

### Mars 2008
- 1 mars: Storbritannien valde sitt bidrag (med artist)
- 1 mars: Finland valde sitt bidrag (med artist)
- 1 mars: Lettland valde sitt bidrag (med artist)
- 1 mars: Georgien valde sitt bidrag (med artist)
- 2 mars: Bosnien-Hercegovina valde sitt bidrag (med artist)
- 6 mars: Tyskland valde sitt bidrag (med artist)
- 7 mars: Nederländerna presenterade sin låt
- 8 mars: Spanien valde sitt bidrag (med artist)
- 9 mars: Belgien valde sitt bidrag (med artist)
- 9 mars: Ryssland valde sitt bidrag (med artist)
- 9 mars: Portugal valde sitt bidrag (med artist)
- 10 mars: Serbien valde sitt bidrag (med artist)
- 11 mars: San Marino valde sitt bidrag (med artist)
- 15 mars: Sverige valde sitt bidrag (med artist)
- 17 mars: Startordningen för semifinalerna och finalen lottades. I finalen lottades endast startnummer för de fem direktkvalificerade länderna.
- ? mars: Frankrike valde sitt bidrag (med artist)

### April 2008
(Observera att alla Inför-programsdatum gäller endast Sverige)
- 27 april: Inför Eurovision Song Contest 2008 1:4

### Maj 2008
(Observera att alla Inför-programsdatum gäller endast Sverige)
- 4 maj: Inför Eurovision Song Contest 2008 2:4
- 11 maj: Inför Eurovision Song Contest 2008 3:4
- 18 maj: Inför Eurovision Song Contest 2008 4:4
- 20 maj: Semifinal 1 sändes
- 22 maj: Semifinal 2 sändes
- 24 maj: Finalen sändes

### Andra händelser
Under slutet av maj och början av juni åkte vinnaren Dima Bilan på en turné som EBU bestämt. Han besökte bl.a. Stockholm (Sverige) och San Marino.